# UFC Fight Night: Edgar vs. Korean Zombie
UFC Fight Night: Edgar vs. Korean Zombie (conosciuto anche come UFC Fight Night 165 oppure UFC on ESPN+ 23) è stato un evento di arti marziali miste tenuto dalla Ultimate Fighting Championship il 21 dicembre 2019 al Sajik Arena di Busan in Corea del Sud.

## Risultati
|                         | Divisione             |                             |                 |                      | Metodo                                      | Round           | Tempo           | Premio          |
| Card Principale         | Card Principale       | Card Principale             | Card Principale | Card Principale      | Card Principale                             | Card Principale | Card Principale | Card Principale |
| ----------------------- | --------------------- | --------------------------- | --------------- | -------------------- | ------------------------------------------- | --------------- | --------------- | --------------- |
|                         | Pesi piuma            | Chan-sung Jung              | batte           | Frankie Edgar        | KO tecnico (pugni)                          | 1               | 3:18            | POTN            |
|                         | Pesi mediomassimi     | Volkan Oezdemir             | batte           | Aleksandar Rakić     | Decisione non unanime (29–28, 28–29, 29–28) | 3               | 5:00            |                 |
|                         | Pesi piuma            | Charles Jourdain            | batte           | Doo Ho Choi          | KO tecnico (pugni)                          | 2               | 4:32            | FOTN            |
|                         | Pesi mediomassimi     | Da Un Jung                  | batte           | Mike Rodríguez       | KO (pugni)                                  | 1               | 1:04            |                 |
|                         | Pesi medi             | Jun Yong Park               | batte           | Marc-André Barriault | Decisione unanime (30–27, 29–28, 29–28)     | 3               | 5:00            |                 |
|                         | Pesi gallo            | Kyung Ho Kang               | batte           | Liu Pingyuan         | Decisione non unanime (28–29, 29–28, 30–27) | 3               | 5:00            |                 |
| Card Preliminare (ESPN) |                       |                             |                 |                      |                                             |                 |                 |                 |
|                         | Pesi massimi          | Ciryl Gane                  | batte           | Tanner Boser         | Decisione unanime (30–26, 30–26, 30–26)     | 3               | 5:00            |                 |
|                         | Pesi piuma            | Seung Woo Choi              | batte           | Suman Mokhtarian     | Decisione unanime (29–26, 29–26, 29–25)     | 3               | 5:00            |                 |
|                         | Pesi leggeri          | Omar Antonio Morales Ferrer | batte           | Dong Hyun Ma         | Decisione unanime (30–27, 30–26, 29–28)     | 3               | 5:00            |                 |
|                         | Pesi mosca            | Alexandre Pantoja           | batte           | Matt Schnell         | KO (pugni)                                  | 1               | 4:17            | POTN            |
|                         | Pesi gallo            | Raoni Barcelos              | batte           | Said Nurmagomedov    | Decisione unanime (30–27, 29–28, 29–28)     | 3               | 5:00            |                 |
|                         | Pesi paglia femminili | Amanda Lemos                | batte           | Miranda Granger      | Sottomissione tecnica (rear-naked choke)    | 1               | 3:43            |                 |
|                         | Pesi gallo            | Heili Alateng               | batte           | Ryan Benoit          | Decisione non unanime (28–29, 29–28, 29–28) | 3               | 5:00            |                 |

## Premi
I lottatori premiati ricevettero un bonus di 50.000 dollari.
Legenda:
- FOTN: Fight of the Night (vengono premiati entrambi gli atleti per il miglior incontro dell'evento)
- POTN: Performance of the Night (viene premiato il vincitore per la migliore performance dell'evento)